# PGC 2179906
LEDA/PGC 2179906 ist eine Galaxie im Sternbild Perseus am Nordsternhimmel. Sie ist schätzungsweise 571 Millionen Lichtjahre von der Milchstraße entfernt und hat einen Durchmesser von etwa 75.000 Lichtjahren. Vom Sonnensystem aus entfernt sich das Objekt mit einer errechneten Radialgeschwindigkeit von näherungsweise 12.700 Kilometern pro Sekunde.

## Galaktisches Umfeld
| Nr. | Galaxie          | Alternativname          | Rek           | Dek           | Distanz/asec |
| --- | ---------------- | ----------------------- | ------------- | ------------- | ------------ |
|     | LEDA/PGC 2179906 | 2MASX J02415984+4121396 | 02h41m59.84s  | +41d21m39.6s  | 0            |
| 1   | LEDA/PGC 2179615 | 2MASX J02420038+4120336 | 02h42m00.40s  | +41d20m33.9s  | 64.36        |
| 2   | LEDA/PGC 2179099 | 2MASX J02414748+4118450 | 02h41m47.50s  | +41d18m45.3s  | 222.41       |
| 3   | LEDA/PGC 2180233 | 2MASX J02405010+4122503 | 02h40m50.11s  | +41d22m50.7s  | 787.89       |
| 4   | LEDA/PGC 2182804 | 2MASX J02424050+4132556 | 02h42m40.506s | +41d32m55.67s | 816.78       |
| 5   | LEDA/PGC 2180784 | 2MASX J02404011+4125009 | 02h40m40.12s  | +41d25m01.1s  | 918.28       |
| 6   | NGC 1053         | NGC 1040                | 02h43m12.44s  | +41d30m02.2s  | 959.54       |
| 7   | LEDA/PGC 213068  | 2MASX J02431215+4130522 | 02h43m12.199s | +41d30m52.17s | 984.03       |
| 8   | LEDA/PGC 10312   | UGC 2194                | 02h43m26.66s  | +41d24m24.4s  | 991.40       |